# Nhóm ngôn ngữ Hàn
Nhóm ngôn ngữ Hàn (tiếng Hàn: 한어;韓語) hoặc nhóm ngôn ngữ Tam Hàn (tiếng Hàn: 삼한 어;三韓語) là một nhánh của ngôn ngữ Triều Tiên cổ, chỉ những ngôn ngữ của Tam Hàn, từng được nói ở miền nam Bán đảo Triều Tiên cổ đại.
Nhóm ngôn ngữ Hàn được nói trong các liên minh Mã Hàn, Biện Hàn và Thìn Hàn. Chúng được đề cập trong các cuộc điều tra về bán đảo vào thế kỷ thứ 3 được tìm thấy trong lịch sử Trung Quốc, nơi cũng chứa danh sách các địa danh. Không có sự đồng thuận về mối quan hệ giữa các ngôn ngữ này và với các ngôn ngữ của các vương quốc sau này.
Tiếng Hàn Quốc hiện đại (và tiếng Jeju) thuộc nhánh Hàn của ngữ hệ Triều Tiên.